# Marc Domici Calví
Marc Domici Calví (en llatí: Marcus Domicius Calvinus) va ser un magistrat romà. Formava part de la gens Domícia, una gens romana d'origen plebeu. Va morir als primers temps de la guerra de Sertori, l'any 79 aC.
Cap a l'any 80 aC va ser nomenat pretor, i l'any següent se li va assignar la província d'Hispània Citerior. Quint Sertori, enemic del dictador Luci Corneli Sul·la, havia desembarcat a la Hispània Ulterior, derrotant al seu propretor, Luci Fufidi. Sertori va prendre el control d'Hispània Ulterior mentre el seu legat i qüestor Luci Hirtuleu anava a trobar Domici Calví a Hispània Citerior. Mentrestant, el Senat va decidir que es necessitava un comandant més experimentat i va convertir la Hispania Ulterior en una província proconsular i van enviar el procònsol Quint Cecili Metel Pius com a nou governador, i també li van donar el comandament de la guerra contra Sertori.
Domici Calví va anar cap a la Hispania Ulterior, però va trobar el seu pas bloquejat per l'exèrcit d'Hirtuleu que havia fortificat Consabura, i l'estava atacant amb la guerra de guerrilles, que desgastava l'exèrcit romà. Hirtuleu amb unes quantes cohorts, s'enfilava per un camí estret entre dues muntanyes escarpades i infranquejables i els exploradors el van avisar que s'acotava una força enemiga important. Va fer cavar una rasa i va posar una muralla de fusta al darrere. Va calar foc al parapet de fusta per tallar el pas de l'enemic, aturat per les flames.
Finalment es va lliurar una batalla al riu Anas, on l'exèrcit de Domici va ser derrotat. El pretor va morir en la batalla o va ser assassinat per les seves pròpies tropes, que buscaven una ofrena de pau, abans de desertar al camp dels rebels.
Metel Pius, que no coneixia encara el desastre, havia enviat un legat, Luci Tori Balbus per ajudar a Domici Calví, però també va ser derrotat, aquesta vegada per Sertori. El substitut de Calví com a governador va ser Quint Calidi.